# 戀愛是甜蜜調味料
《戀愛是甜蜜調味料》是CANVAS+GARDEN在2017年12月31日發售的戀愛冒險類型成人遊戲。2018年9月8日在Steam平台發行全年齡版。2018年12月31日發行續作《戀愛是甜蜜調味料2》。

## 故事簡介
扇澤朝凪在春假時搬到了花逢坂町的祖母家居住，祖母所經營的咖啡廳因為她生病的關係暫停營業，而在聽了以前感情很好的大姐姐狛田智里說明現況後，讓朝凪想要重振咖啡廳的盛況。

## 登場角色
扇澤朝凪
作品男主角，聽聞祖母開的咖啡廳暫停營業後，希望可以讓咖啡廳經營下去，因而費了苦心將咖啡廳「膨糖」改頭換面。
庭坂莉良
和朝凪就讀同個學校，希望在咖啡廳「膨糖」打工的女孩，性格內向。和青梅竹馬璃貝感情很好，到任何地方都會一起行動。知道自己個性怕生，因此想要藉由在咖啡廳打工的機會改變自己。
汐之宮璃貝（聲：花澤櫻）
和朝凪就讀同個學校，希望在咖啡廳「膨糖」打工的女孩，有著兔耳。個性活潑，在學校很有人氣。
星之丘希耶爾（聲：上原あおい）
比朝凪低一個年級，跟和倉鼠帕姆形影不離。跟朝凪初次見面時便將他當作哥哥一樣看待。
稻枝心月（聲：藤乃理香）
比朝凪低一個年級，個性穩重。因為擔心好動的希耶爾而負起照顧她的責任。有著不坦率的一面。一開始以為朝凪要把「膨糖」建造成自己的後宮而抱持警戒，之後看到朝凪溫柔助人的一面後開始對朝凪有了好感。
狛田智里（聲：一色光）
狛田神社的巫女，因為家裡跟咖啡廳很近所以常到店裡幫忙。擁有廚師執照，當「膨糖」重新開幕後包辦了廚房所有事務，是個可靠的大姐姐。

## 主題曲
戀愛是甜蜜調味料
片頭曲
作詞、主唱：結月空，作曲、編曲：大久保潤
片尾曲
作詞、作曲、主唱：結月空，編曲：borzy
戀愛是甜蜜調味料2
片頭曲
作詞、作曲：h.t.，主唱：庭坂莉良（夢月やみ）、汐之宮璃貝（花澤櫻）
片尾曲「Snow Canvas」
作詞、作曲：h.t.，主唱：庭坂莉良（夢月やみ）、汐之宮璃貝（花澤櫻）

## 外部連結
- 戀愛是甜蜜調味料遊戲官網 （页面存档备份，存于）（日語）